# William Gann
William Delbert Gann (Lufkin, 6 giugno 1878 – Miami, 14 giugno 1955) è stato un economista statunitense.

## Biografia
William Delbert Gann nacque a Lufkin, nel Texas, USA, il 6 giugno 1878. Era il primogenito di otto fratelli. Suo padre commerciava in bovini e cavalli ma l'economia della famiglia era basata sul cotone.
La famiglia di Gann viveva con un tenore di vita modesto da non permettere a William di frequentare le scuole superiori, nonostante fin da piccolo avesse dimostrato grandi attitudini per la matematica e la storia ed un profondo interesse per la Bibbia, che divenne la sua guida principale.
A 16 anni Gann si allontanò da casa per cercare lavoro e a 23 anni si sposò: nel 1901 Gann lavorava presso l'ufficio di brokeraggio a Texarkana e già da un paio di anni stava studiando le cause che governano i movimenti di mercati, intensificando questo studio fino al 1909, anno in cui fu pubblicata la sua famosa intervista su The Ticker and Investment Digest. Analizzando il suo libro The tunnel thru the air (1927) i metodi di Gann si basano sulla ripetizione dei cicli naturali, ed astronomici.
Speculatore finanziario caratterizzato da una capacità di prevedere gli andamenti del mercato finanziario con incredibile accuratezza, nel settembre del 1909 permise ad un reporter della rivista finanziaria The Ticker and Investment Digest di seguirlo mentre operava nella Borsa di New York. In quel mese il reporter attestò che delle 250 operazioni di borsa eseguite, il 92,3% risultarono vincenti,  risultato ritenuto impossibile anche per un operatore professionista.
Gann dichiarava che questi risultati li ottenesse attraverso metodi che traevano ispirazione dalla Bibbia.
Alla base delle sue teorie infatti ci sono due frasi tratte dalla Bibbia: "Ciò che è stato sarà e ciò che si è fatto si rifarà;
non c'è niente di nuovo sotto il sole." Ecclesiaste 1,9 e "conoscerete la verità e la verità vi farà liberi" Giovanni 8,32.
Nonostante il numero di corsi da lui tenuti, gli scritti e i libri che ha lasciato per insegnare agli altri i suoi metodi, nessuno è stato mai in grado di emulare i suoi risultati.
(W. D. Gann)
(W. D. Gann)